# Beaivváš Sámi Našunálateáhter

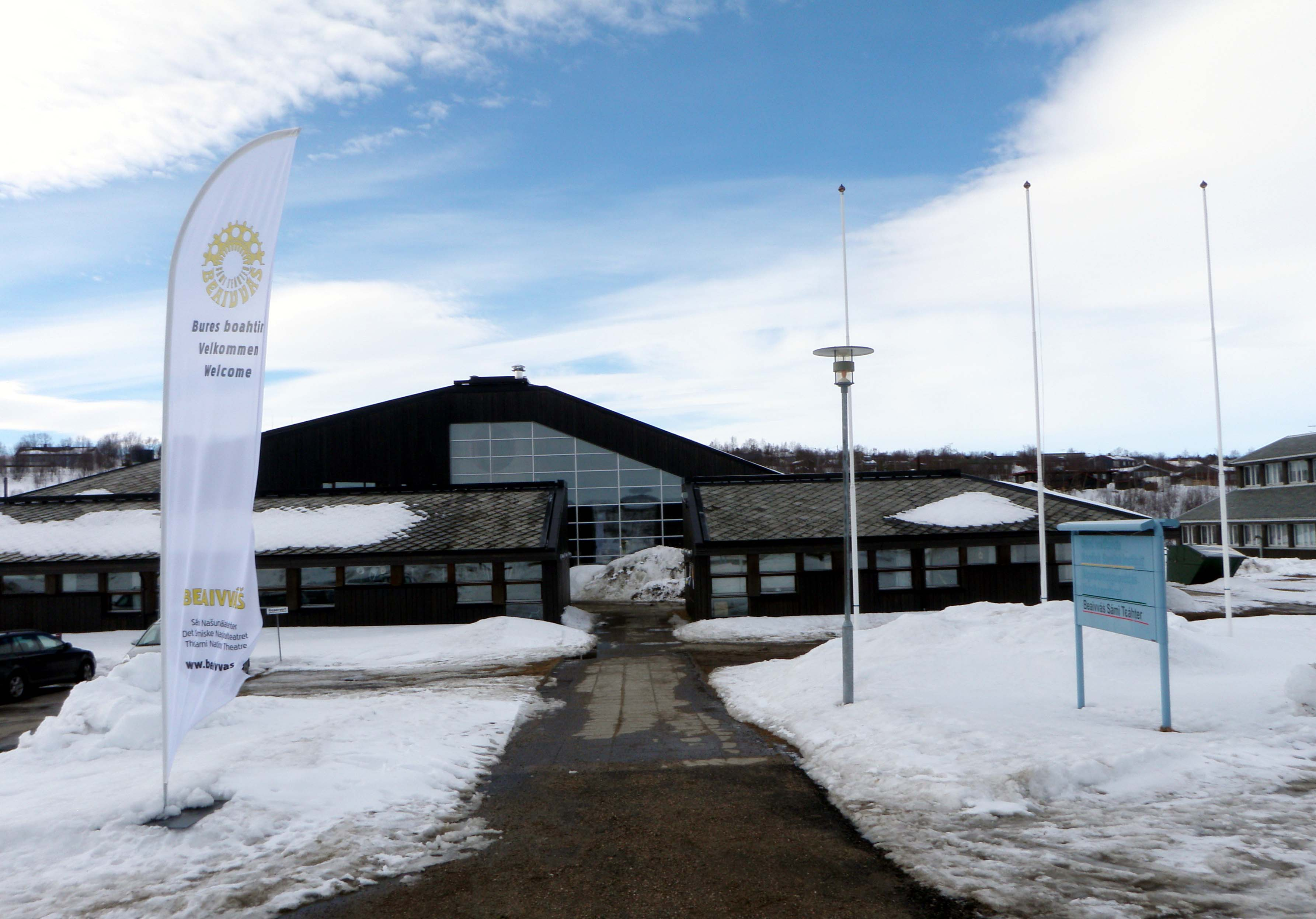
Teatro Beaivváš Sámi (2014)

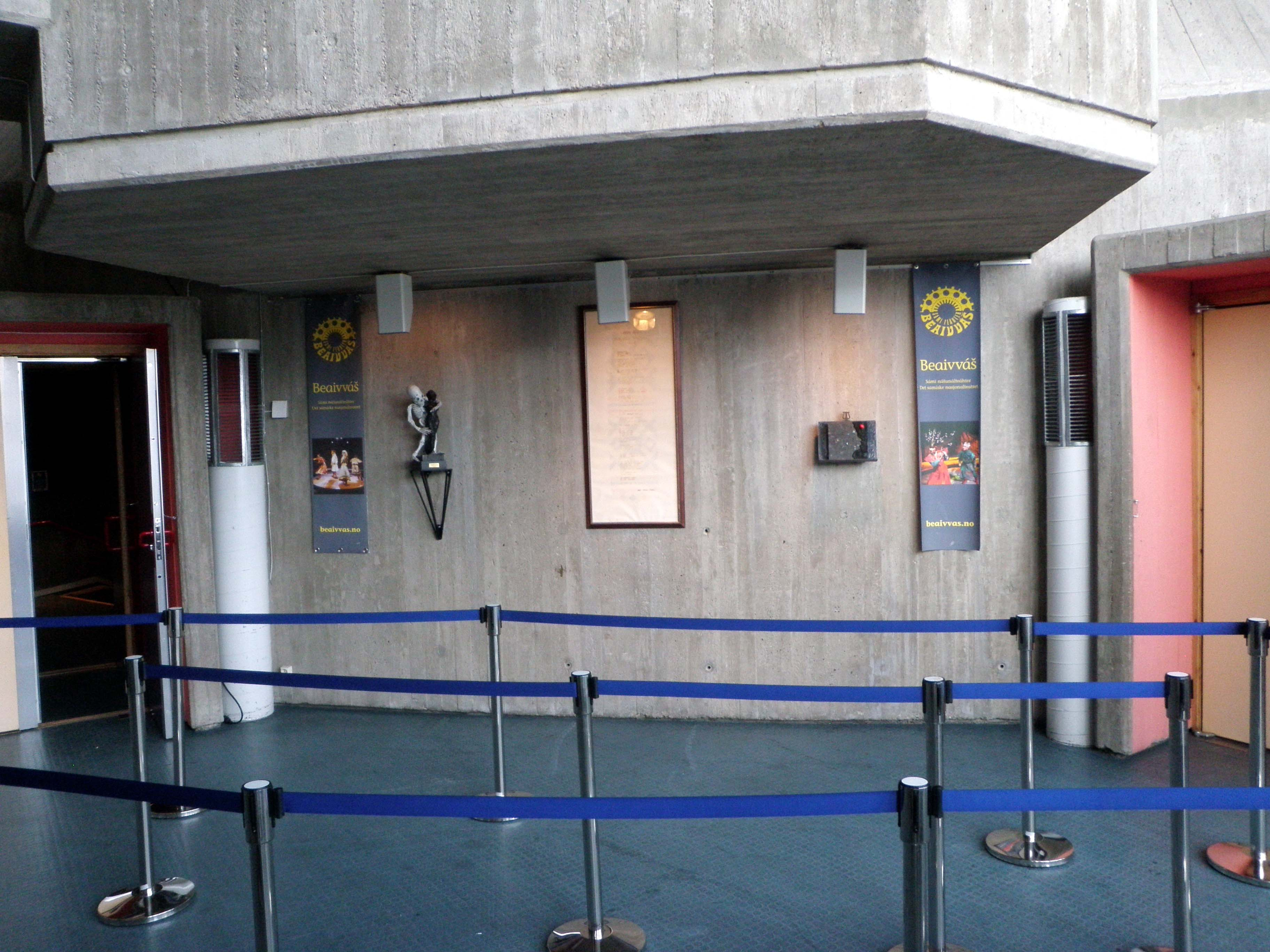
Portas de entrada no foyer do Teatro Beaivváš Sámi (2014)

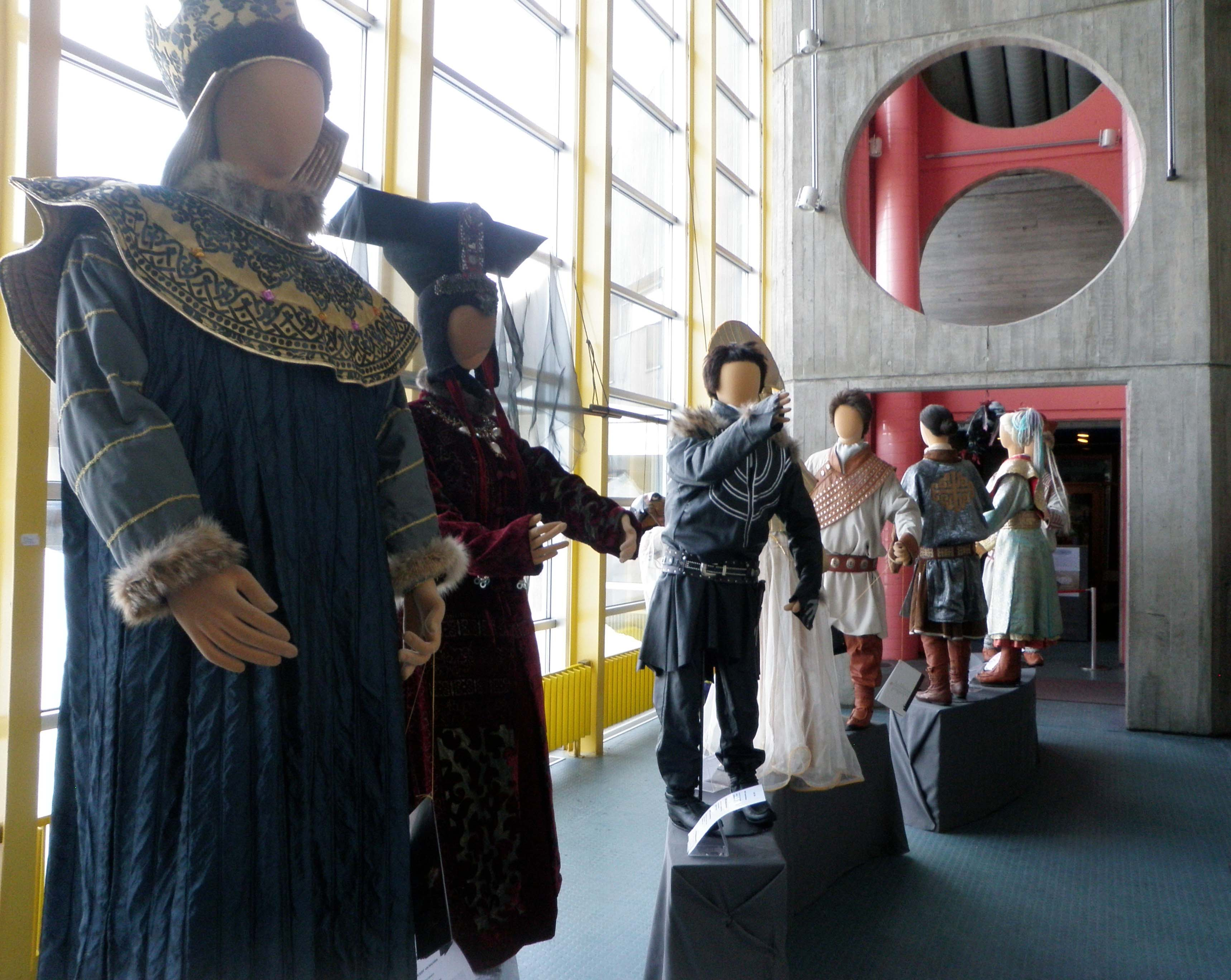
Exposição de trajes locais no Teatro Beaivváš Sámi (2014)

Beaivváš Sámi Našunálateáhter (fundado em 1981 no município de Guovdageainnu ) é um teatro norueguês que usa exclusivamente a ⁣⁣língua sámi em palco. É o único teatro em língua sámi na Noruega. Citando o site, "o objetivo principal do Teatro Beaivváš é criar e ativar as nossas próprias fontes culturais, inspirar, renovar, motivar, ampliar e promover a cultura Sámi, bem como estabelecer elos e convívio entre diferentes culturas". 
O Teatro Beaivváš começou como um grupo de teatro independente em 1981, mas desde 1991 tem sido subsidiado pelo governo central norueguês e, desde 2002, através do governo local, o Parlamento Sámi da Noruega⁣⁣. Existem planos para transferir o teatro do Centro Cultural Kautokeino para novas instalações.

## Responsáveis
- 1991–1996 Haukur J. Gunnarsson
- 1997–2002 Alex Scherpf
- 2002–2006 Harriet Nordlund
- 2007–2015 Haukur J. Gunnarsson
- 2016–2023 Rolf Degerlund [2]
- 2023– Per Ananiassen

## Links externos
- Site oficial

 Media relacionados com Beaivváš Sámi Našunálateáhter no Wikimedia Commons